# Swissprinters
Die Swissprinters AG (zuvor SWP Holding AG; bis 18. Mai 2010 Swiss Printers AG) mit Sitz in Zofingen ist ein in der grafischen Industrie tätiges Gemeinschaftsunternehmen der Schweizer Medienhäuser Ringier und NZZ-Mediengruppe. Das Unternehmen ging 2004 aus dem Zusammenschluss der Druckbereiche von NZZ-Mediengruppe und Ringier hervor. Mitte 2006 schloss sich diesem auch Edipresse (nachfolgend Tamedia Publications romandes) an. Im August 2012 erwirbt die Swissprinters die Minderheitsbeteiligung der TPR von 16 Prozent an der Swissprinters AG.
Die unter dem Dach der damaligen SWP Holding AG geführte Swissprinters-Gruppe umfasste bis Oktober 2011 vier Betriebe in Zofingen, Zürich, St. Gallen und Lausanne. Diese gingen aus der 1833 gegründeten Ringier Print Zofingen AG (Swissprinters AG), der 1860 gegründeten NZZ Fretz AG (Swissprinters Zürich AG), der 1789 gegründeten Zollikofer AG (Swissprinters St. Gallen AG) sowie der 1906 gegründeten Imprimeries Réunies Lausanne SA (Swissprinters Lausanne SA) hervor.
Aufgrund der konsequenten Ausrichtung auf die industrielle Druckproduktion mit Konzentration am Rollenoffset-Standort Zofingen, wurden Ende Juni 2012 die beiden Standorte Zürich und St. Gallen geschlossen. Ende 2012 erfolgte die Überführung des Betriebes in Lausanne in eine neue Konstellation (neu IRL+, Renens).
Swissprinters erbringt Leistungen in den Bereichen Rollenoffsetdruck, Premedia und Verlagsservices. Das Unternehmen beschäftigt rund 320 Mitarbeitende und erwirtschaftete im Jahr 2012 einen Jahresumsatz von ca. 126 Mio. Schweizer Franken.
Mehrheitsaktionär der einstigen SWP Holding AG war mit einem Anteil von 70 Prozent die Ringier AG, während die NZZ-Mediengruppe 30 Prozent der Aktien hielt.
Ende September 2024 will Swissprinters den Betrieb infolge sinkender Nachfrage einstellen, ein Konsultationsverfahren werde eröffnet.